# Dieskau (Adelsgeschlecht)

Wappen derer von Dieskau

Die Familie von Dieskau, zeitgenössisch meist Dießkau, war ein meißnisches Adelsgeschlecht, aus dem gleichnamigen Ort Dieskau im Saalekreis.

## Geschichte

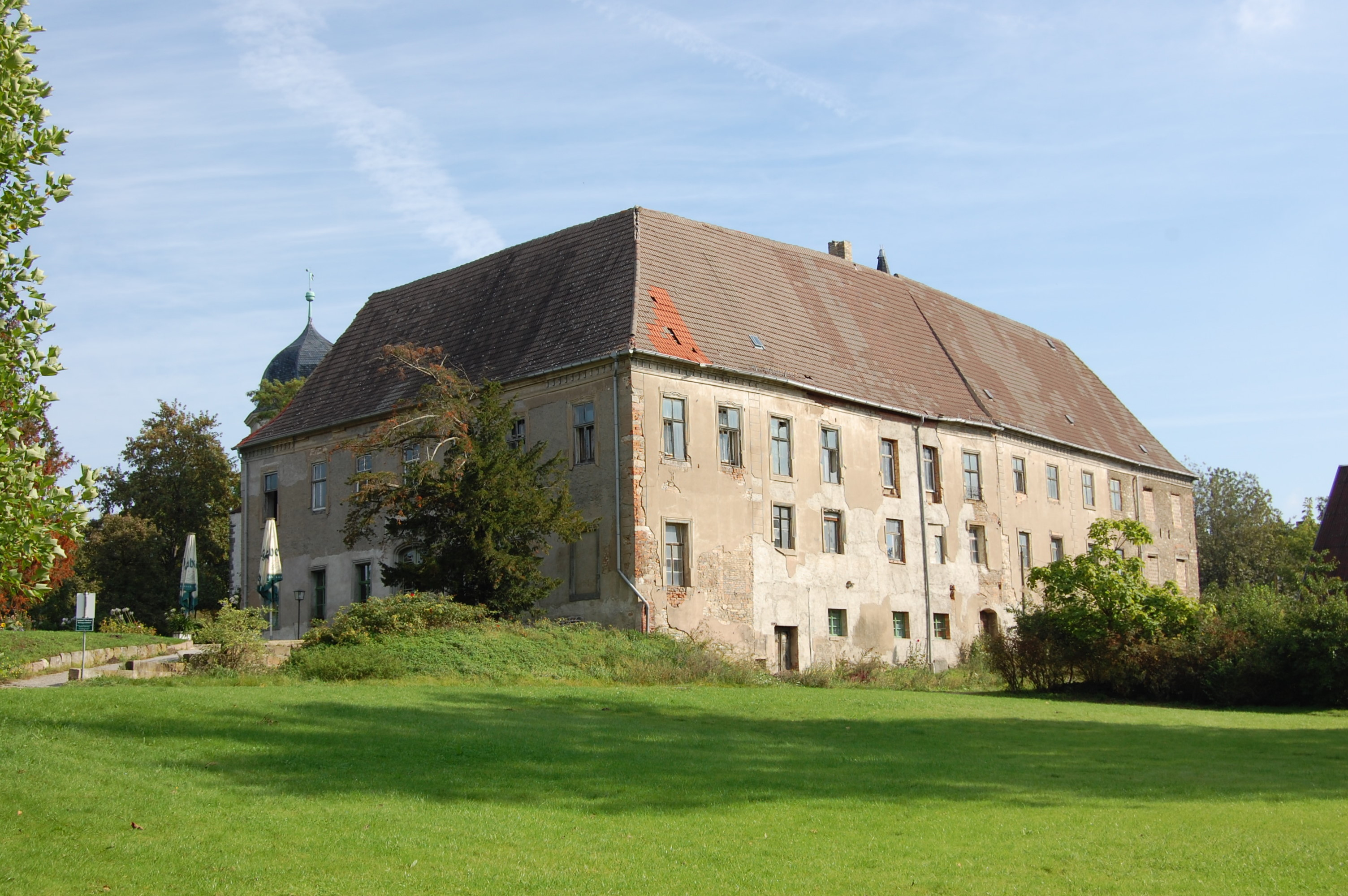
Schloss Dieskau

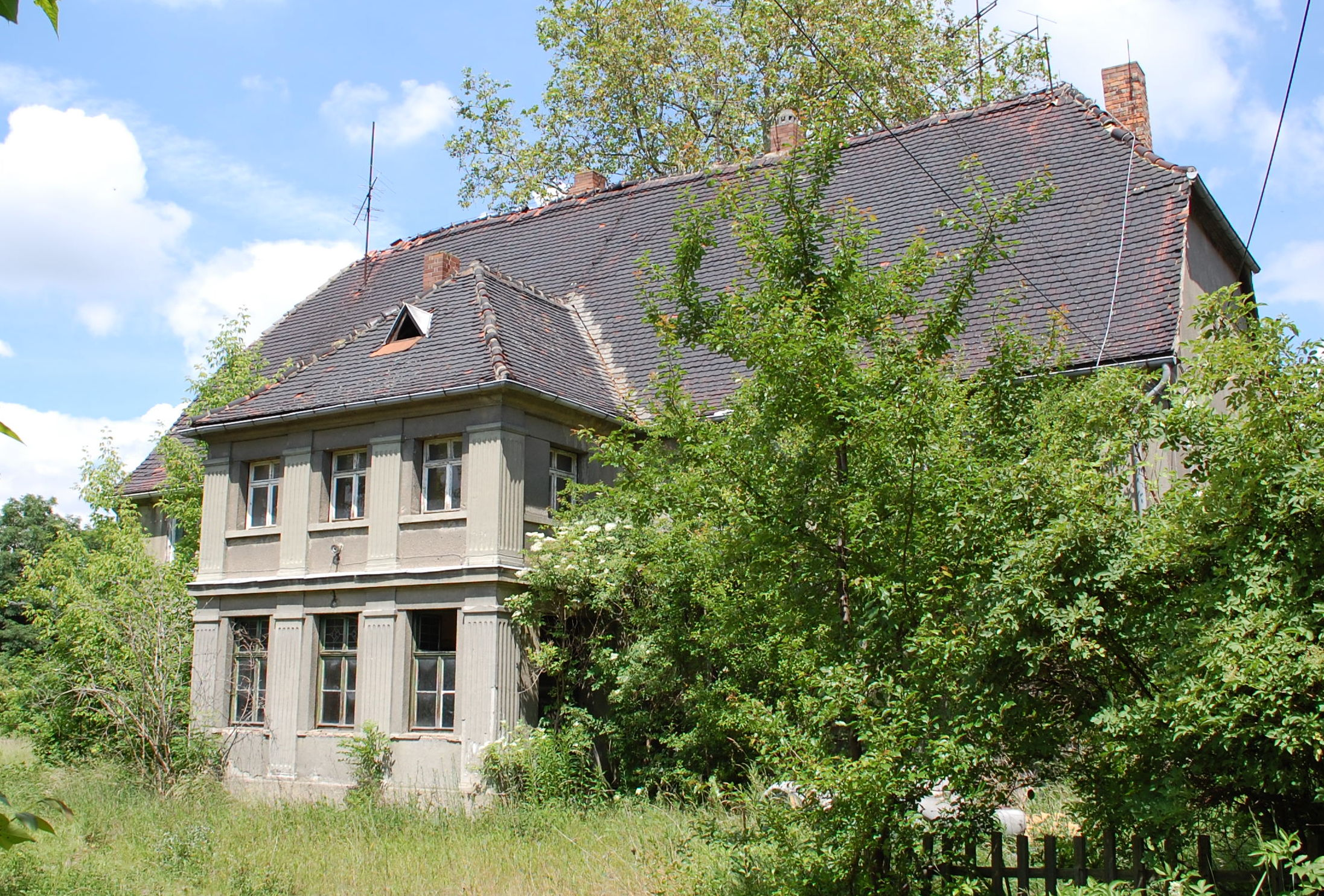
Gut Benndorf

Die Familie wurde erstmals 1225 mit Otto de Disgave miles genannt. Die Stammreihe beginnt mit Otto von Dieskau (urkundlich 1265). Stammsitz war das Schloss Dieskau.
Weitere Güter erwarb die Familie u. a. in Moritzburg, Giebichenstein, Knauthain, Alsleben, Lochau, Beesen, Hohenthurm, Oeglitzsch, Trotha, Großzschocher, Queis, Benndorf, Altdöbern (1570 bis 1587), Glesien, Berg vor Eilenburg, Kitzen (1728 bis 1789), Zschepplin u. a. Die von Dieskau dienten als Rittmeister, fürstlich-bischöfliche Berater, Hofmarschalle, Krieger, Pfänner usw. und standen im Dienst der Erzbischöfe von Magdeburg, der Bischöfe von Merseburg und der sächsischen Kurfürsten und hatten das Erbküchenmeisteramt des Erzstifts Magdeburg inne.
Die Linie derer von Dieskau auf dem Stammsitz Dieskau ist 1744 erloschen.
Am 12. Februar 1853 wurde der in Brüssel lebende Karl Heinrich Wilhelm von Dieskau aus Danzig in den Freiherrenstand des Fürstentums Reuß-Schleiz erhoben. Für dessen Sohn erfolgte die Bestätigung des Freiherrentitels im Königreich Preußen.

## Wappen

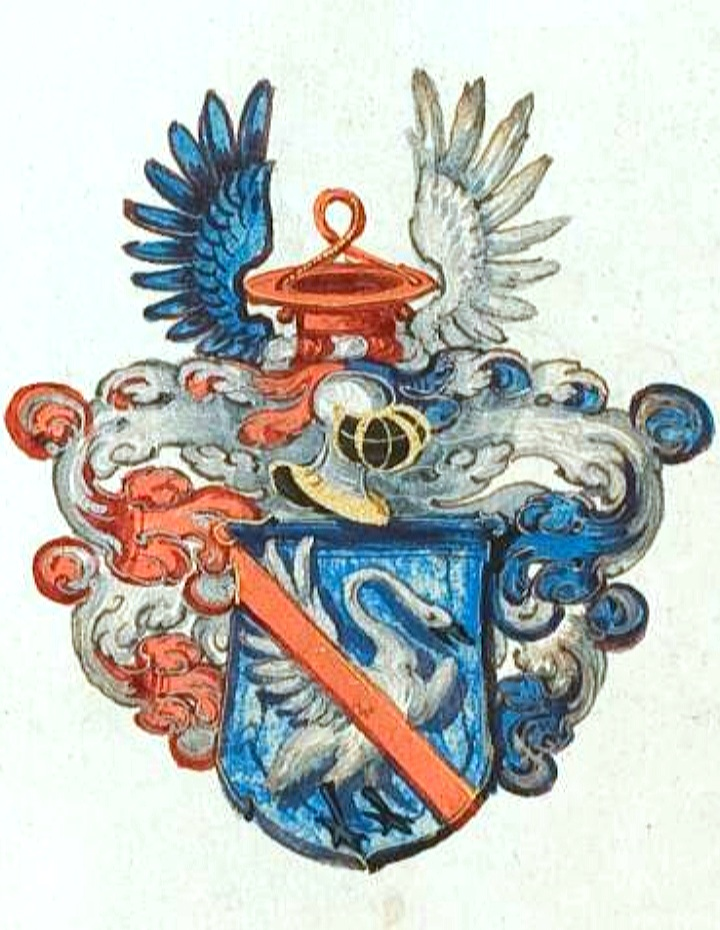
Wappen derer von Dieskau

Das Stammwappen zeigt in Blau einen (meist) links gekehrten, zum Fluge geschickten silbernen Schwan oder eine Gans mit ausgebreiteten Flügeln, überdeckt durch einen roten Schrägbalken. Auf dem Helm mit blau-silbern-roter Wulst, ein Flug, links blau und rechts silbern, dazwischen ein gestürzter roter Kremphut mit einmal aufwärts verschlungener roter Schnur, deren beide Enden, je seitwärts durch die Krempe durchgezogen, unten abfliegen. Die Helmdecken sind Blau Silber oder links Blau Silber, rechts Rot Silber. Der Schrägbalken im Dieskauer Wappen diente nur zur Unterscheidung, er war kein Bestandteil des ursprünglichen Wappens (Zur Unterscheidung des Wappens derer von Geusau). Sie sind weiter wappenverwandt mit denen von Gans und den Gans zu Putlitz.

## Persönlichkeiten
- Hans von Dieskau (1454–1514), Herr auf Lochau, mainzischer und magdeburgischer Rat, Präsident der Stifter Magdeburg und Halberstadt, Generalfeldzeugmeister
- Otto von Dieskau († 1553), Ritter auf Finsterwalde, Kaiser Karls V. und Ferdinands I. Statthalter, Feld- und Kriegsoberster, Moritz’ von Sachsens Kriegsoberster und Rat 
  - Otto von Dieskau († 1597), kursächsischer Kammer- und Bergrat sowie Rittergutsbesitzer
- Hans von Dieskau († 1563), kaiserlicher Feldzeugmeister
- Hieronymus von Dieskau (1501–1567), magdeburgischer Rat

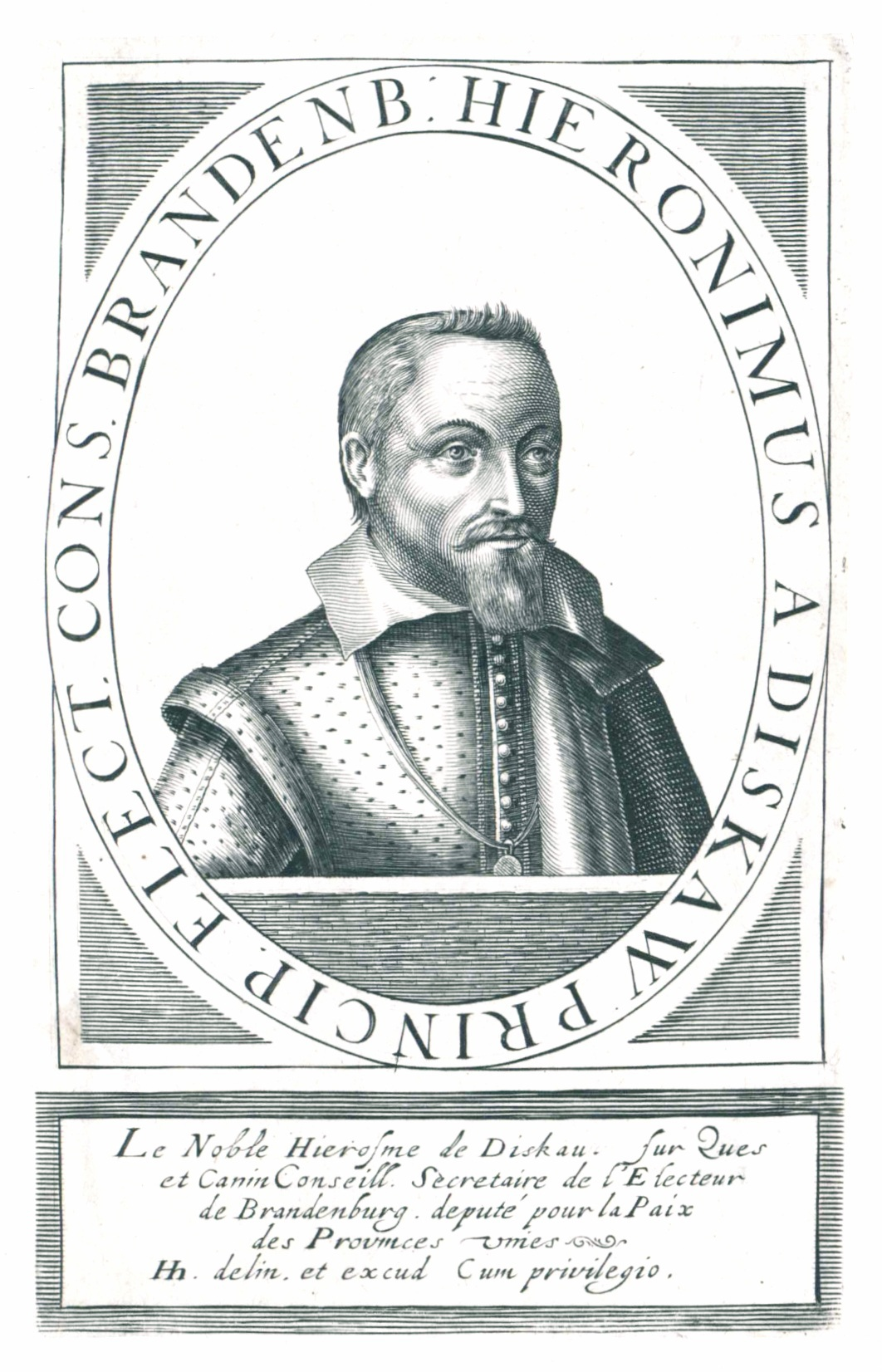
Hieronymus III. von Dieskau (1565–1625)
  - Hieronymus von Dieskau (1565–1625) kurbrandenburgischer Geheimer Rat
    - Hieronymus von Dieskau (1591–1641) – der Verneuerende, Mitglied der Fruchtbringenden Gesellschaft
- Rudolph von Dieskau (1593–1656) – der Niedrige, Mitglied der Fruchtbringenden Gesellschaft, sächsischer Hofbeamter und Autor didaktischer und satirischer Dichtungen
- Carl von Dieskau (Kriegskommissar) († 1667), kursächsischer Kriegskommissar und Rittergutsbesitzer
  - Hans von Dieskau auf Trebsen
    - Johann Adolph von Dieskau († 1742), königlich-großbritannischer und kurfürstlich-hannoverscher Geheimer Kriegsrat und Rittergutsbesitzer
      - Christiane von der Osten-Sacken geb. von Dieskau (1733–1811), frühkapitalistische Unternehmerin
      - Henriette Erdmutha von Dieskau (* 1737), Ehefrau des kursächsischen Geheimen Rates Hans Gotthelf von Globig

  - Otto von Dieskau (1635–1683) auf Gautzsch und Gruna, kurfürstlich-sächsischer Kammerherr und Vize-Oberhofrichter zu Leipzig
    - Carl von Dieskau auf Gautzsch und Gruna
    - Heinrich von Dieskau auf Berg vor Eilenburg
      - Busso Carl Heinrich von Dieskau (1725–1791), fürstlich-anhaltischer Hofmarschall und Rittergutsbesitzer
      - Friedrich August von Dieskau (1732–1792), kaiserlich-königlicher Generalmajor

  - Heinrich von Dieskau auf Knauthain, Kleinzschocher und Cospuden
    - Carl Hildebrand von Dieskau (1677–1739), königlich-polnischer und kurfürstlich-sächsischer Kammerherr und Rittergutsbesitzer
      - Carl Heinrich von Dieskau (1706–1782), kurfürstlich-sächsischer Kammerherr, Herr auf Kleinzschocher (ihm ist Johann Sebastian Bachs Bauernkantate gewidmet)

  - Geißler von Dieskau (Geheimer Rat) (1654–1718), kursächsischer Geheimer Rat
    - Geißler von Dieskau (Landkammerrat) († 1748), königlich-polnischer und kurfürstlich-sächsischer Landkammerrat und Rittergutsbesitzer
    - Erdmuthe Sophie von Dieskau (1698–1767), 1720 bis 1721 Mätresse Augusts des Starken
    - Hans von Dieskau (1702–1750), kursächsischer Kammerherr

  - Gebhard von Dieskau (1661–1683) auf Gruna und Kleinzschocher

- Carl von Dieskau (Hofmarschall) († 1680), Hofmarschall des Herzogs von Sachsen-Merseburg und Rittergutsbesitzer
  - Otto Erdmann von Dieskau († 1716), sachsen-merseburgischer Geheimer Rat und Rittergutsbesitzer
  - Werner von Dieskau († 1723), fürstlich-sächsischer Oberst, Kommandant auf dem Schloss Leuchtenburg und Besitzer des Rittergutes Oberzetscha
    - Ludwig August von Dieskau (1701–1767), französischer Generalleutnant, Kommandeur in der Schlacht am Lake George
    - Christian Wilhelm von Dieskau (1703–1764), sachsen-coburg-saalfeldischer Schlosshauptmann, Kammerjunker, Bergrat, auch Münz- und Baudirektor

  - Augustus von Dieskau († 1739), anhalt-zerbstischer Vizepräsident und Landrichter der Herrschaft Jever
- Carl von Dieskau (Geheimer Rat) (1653–1721), der Wendende, Mitglied der Fruchtbringenden Gesellschaft
  - Carl von Dieskau (Landrat) (1679–1744), der Schneeweiße, Mitglied der Fruchtbringenden Gesellschaft

- Heinrich Gottlob von Dieskau (1681–1760), anhalt-zerbstischer Geheimer Rat, Kammerpräsident und Rittergutsbesitzer
  - Johann Friedrich von Dieskau (1735–1806), herzoglich-sächsischer Landkammerrat und Rittergutsbesitzer

- Karl Wilhelm von Dieskau (1701–1777), preußischer Generalleutnant und Generalinspekteur der Artillerie
- Julius von Dieskau (1798–1872), deutscher Jurist und Politiker, Mitglied der Frankfurter Nationalversammlung, MdL (Königreich Sachsen)

## Freiherren
- Karl Heinrich Wilhelm von Dieskau (1797–1857), belgischer Generalmajor

## Fischer-Dieskau
Der Ministerialbeamte Joachim Fischer (1896–1977) führte seit 1934 den Namenszusatz Dieskau und seine Vorfahren auf Carl Heinrich von Dieskau zurück, der 1782 ohne männliche Nachkommen gestorben war.